# 95895 Sebastiano
95895 Sebastiano è un asteroide della fascia principale. Scoperto nel 2003, presenta un'orbita caratterizzata da un semiasse maggiore pari a 2,3734803 au e da un'eccentricità di 0,0603429, inclinata di 7,01564° rispetto all'eclittica.
L'asteroide è dedicato a Sebastiano Foglia, figlio di uno dei due scopritori.